# Acil-CoA (a lunga catena) deidrogenasi
La acil-CoA (a lunga catena) deidrogenasi è un enzima appartenente alla classe delle ossidoreduttasi, che catalizza la seguente reazione:
acil-CoA + accettore ⇄ 2,3-deidroacil-CoA + accettore ridotto
L'enzima è una flavoproteina (FAD); forma con un'altra flavoproteina e numero EC 1.5.5.1 un sistema che riduce l'ubichinone ed altri accettori. Non è uguale alla butirril-CoA deidrogenasi (numero EC 1.3.99.2), alla acil-CoA deidrogenasi (numero EC 1.3.99.3), alla isovaleril-CoA deidrogenasi (numero EC 1.3.99.10), o alla 2-metilacil-CoA deidrogenasi (numero EC 1.3.99.12).